# Наталін (Радомський повіт)
Наталін (пол. Natalin) — село в Польщі, у гміні Закшев Радомського повіту Мазовецького воєводства.
Населення — 358 осіб (2011).
У 1975-1998 роках село належало до Радомського воєводства.

## Демографія
Демографічна структура станом на 31 березня 2011 року:
|          | Загалом | Допрацездатний вік | Працездатний вік | Постпрацездатний вік |
| -------- | ------- | ------------------ | ---------------- | -------------------- |
| Чоловіки | 176     | 37                 | 127              | 12                   |
| Жінки    | 182     | 47                 | 103              | 32                   |
| Разом    | 358     | 84                 | 230              | 44                   |